# Kraby

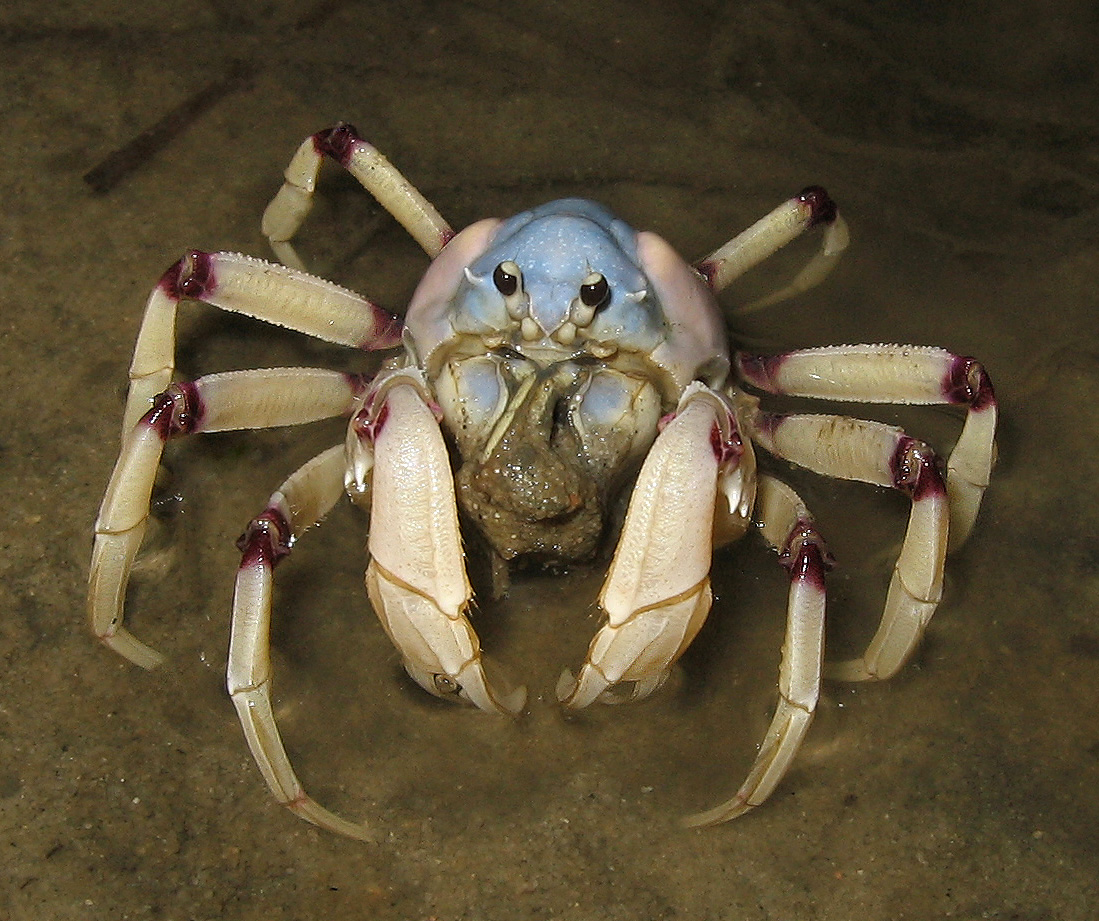
Mictyris longicarpus

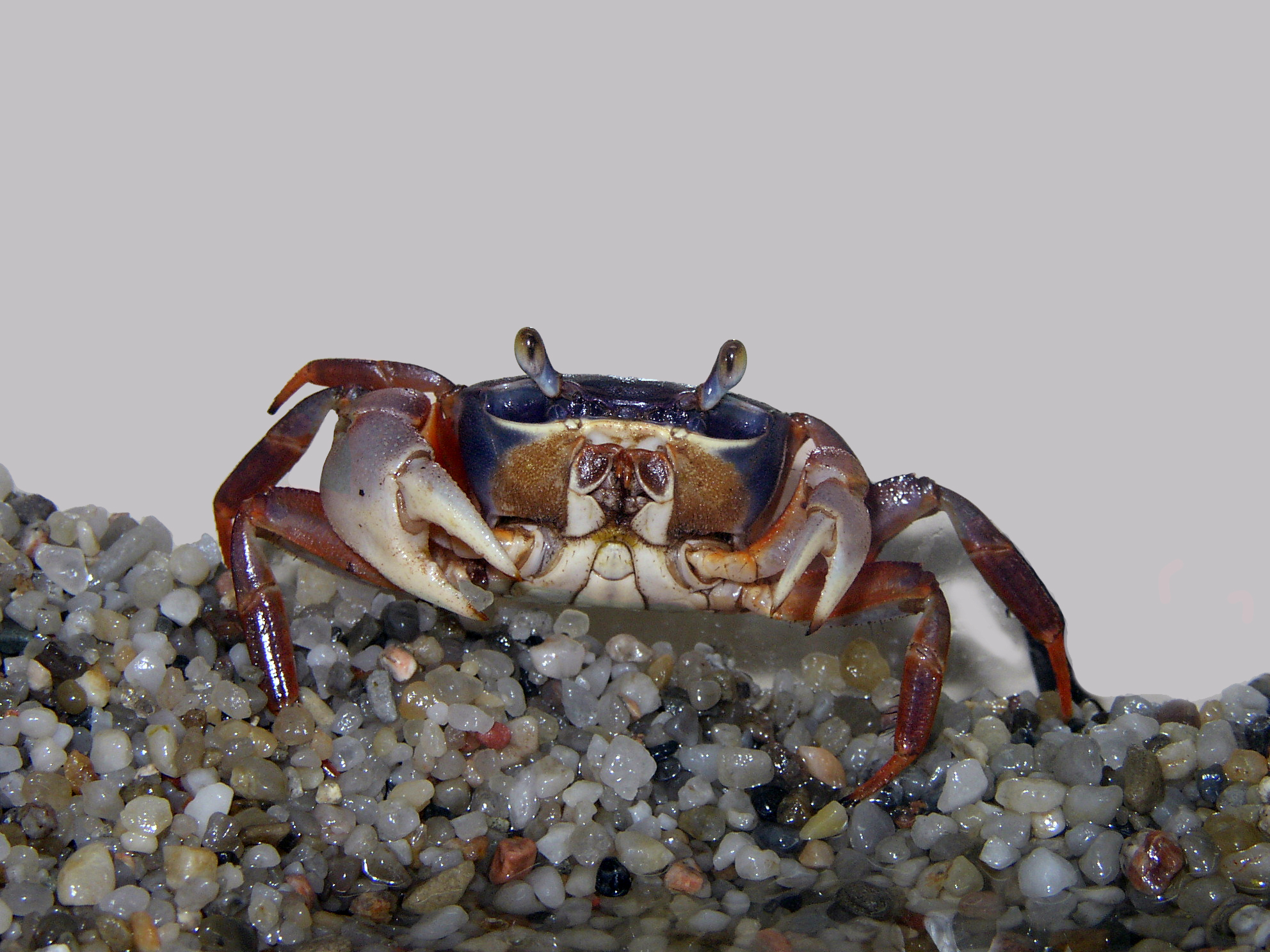
Krab tęczow nasy (Cardisoma armatum)

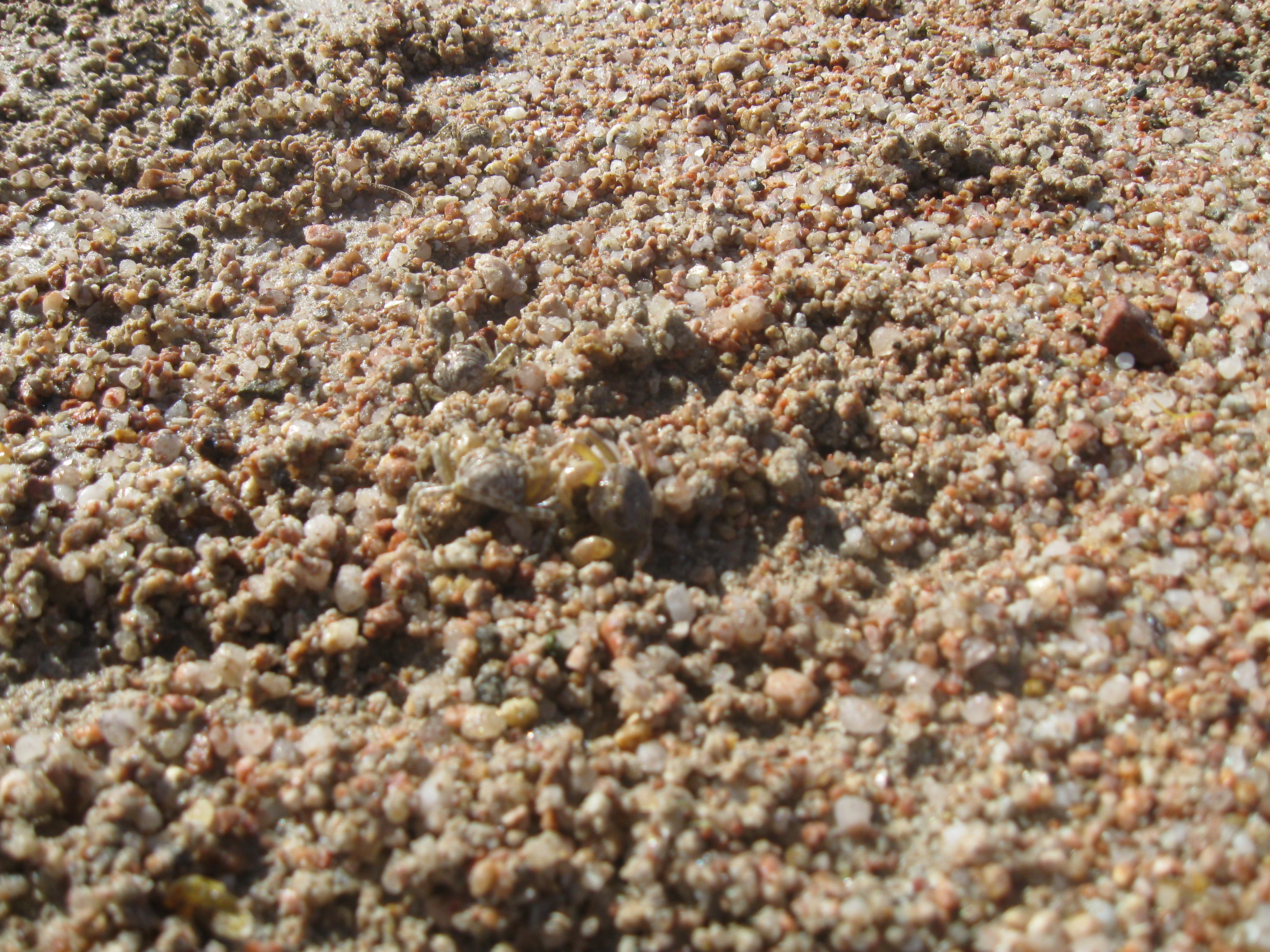
Mały krabik w piasku (Cardisoma armatum)

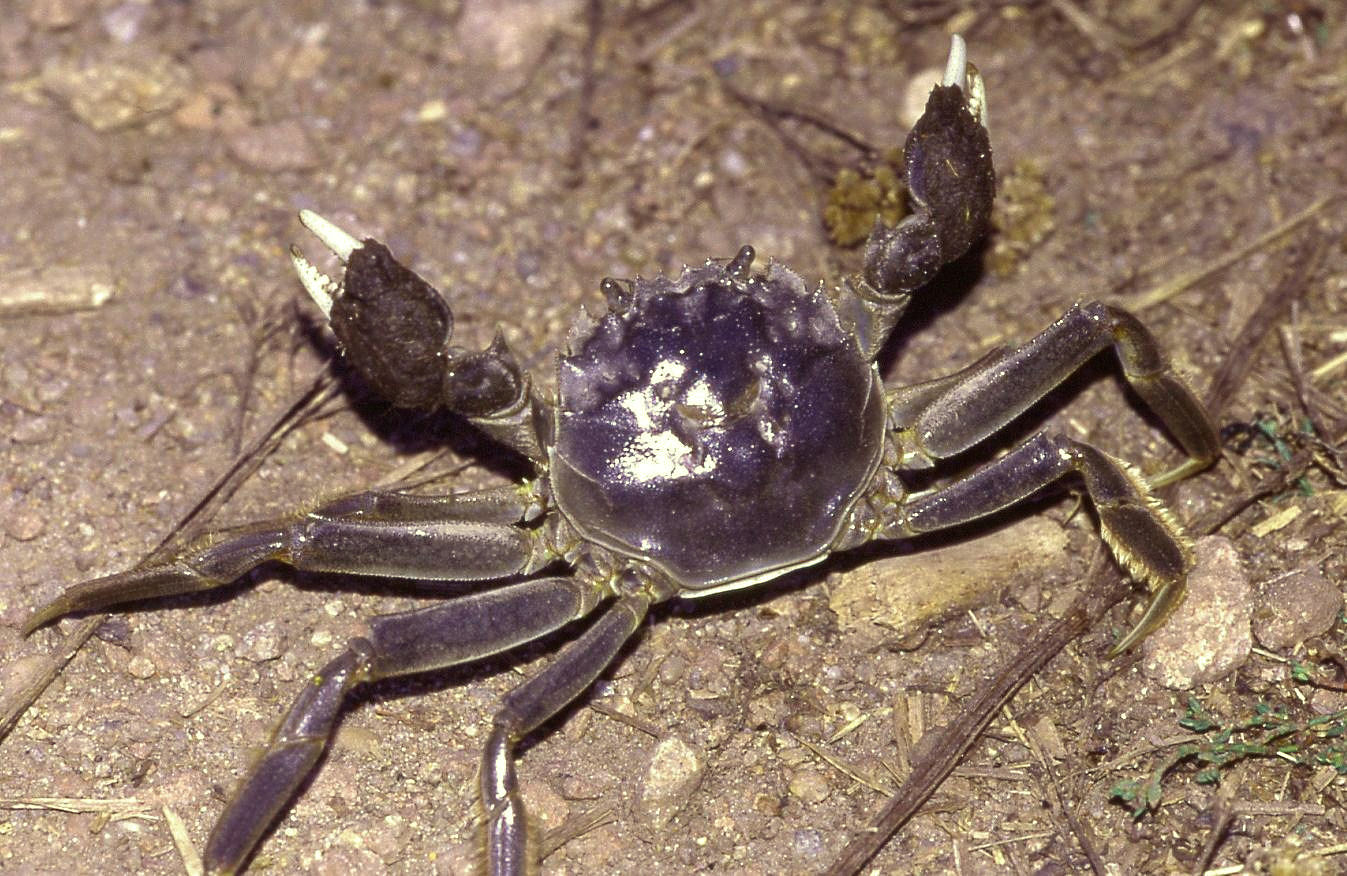
Krab wełnistoszczypcy (Eriocheir sinensis)

Kraby (Brachyura, z języka greckiego krótki odwłok/ogon) – grupa krótkoodwłokowych skorupiaków z rzędu dziesięcionogów (Decapoda).
Kraby są najliczniejszą (opisano 10 500 gatunków) grupą dziesięcionogów, u której pierwsza para odnóży krocznych przekształciła się w szczypce. Wielkość ciała bardzo zróżnicowana, o rozpiętości odnóży od kilku milimetrów (Pinnotheres pisum) do prawie 4 m (japoński krab pacyficzny).
Głowotułów jest szeroki, okrągławy lub trapezowaty, okryty twardym pancerzem (karapaks). Czułki obu par silnie skrócone. Odwłok zredukowany,  krótki i wąski, podwinięty pod głowotułów. Brak uropodiów, odnóża odwłokowe służą do podtrzymywania jaj (pleopodia) lub jako narządy kopulacyjne (gonopody).
Kraby są bardzo zwinne. Mogą poruszać się do przodu, do tyłu lub bokiem. Chelipedy (szczypce) nie są wykorzystywane w lokomocji. Większość gatunków nie potrafi pływać, ale członkowie rodziny Portunidae wykazują tę zdolność, a zwłaszcza kalinek błękitny (Callinectes sapidus), który jest najlepszym pływakiem spośród skorupiaków.
Kraby zasiedlają wszystkie typy środowisk morskich na wszystkich głębokościach, oraz środowiska słodkowodne i lądowe. Większość żyje w ciepłych morzach, nieliczne zasiedliły wody słodkie i zimne morza, natomiast w tropikach wiele gatunków żyje w wilgotnych środowiskach lądowych, wracając do morza tylko na okres rozrodu.

## Odżywianie
Otwór gębowy otoczony przydatkami położony jest na brzusznej stronie ciała. Kraby mogą być padlinożercami, roślinożercami, żywić się detrytusem lub polować. Ich ofiarami często padają duże bezkręgowce. Szczypce krabów wykazują przystosowanie do przeważającej diety danego gatunku. Przykładowo, wiele krabów ma szczypce różniące się rozmiarem – jest to przystosowanie do polowania na mięczaki – duże chelipedy służą do kruszenia skorupy ofiary, zaś małe – do cięcia. Gatunki detrytusożerne, np. z rodzaju Uca, filtrują muł przydatkami gębowymi.
Krótki przełyk prowadzi do żołądka podzielonego na przestronną część wpustową i mniejszą część odźwiernikową, oddzieloną zastawką. W części wpustowej występują oskórkowe zęby, które mechanicznie rozdrabniają pokarm. Ich praca regulowana jest zestawem mięśni otaczających żołądek. Część odźwiernikowa ma połączenie z dużym gruczołem trzustkowo-wątrobowym, wydzielającym enzymy trawienne. Do wnętrza gruczołu przechodzi tylko rozdrobniony pokarm, który jest następnie trawiony i wchłaniany. Materiał niedostatecznie rozdrobniony przechodzi przez jelito i jest wydalany przez odbyt.

## Wymiana gazowa
Wymiana gazowa zachodzi poprzez skrzela. Są one ukryte w komorach pod pancerzem, co chroni je przed wysychaniem i pozwala na bytowanie w strefie pływów, a nawet prowadzenie wodno-lądowego trybu życia. Wejście do komory skrzelowej znajduje się po obu stronach ciała koło podstaw szczypiec. Prąd omywający skrzela wytwarzany jest przez przewiewniki – wyrostki drugiej pary szczęk. Aby uchronić delikatne narządy oddechowe przed zabrudzeniem, wiele krabów co jakiś czas odwraca kierunek przepływu wody przez skrzela w celu oczyszczenia ich. Oprócz tego na szczękonóżach są specjalne wyrostki – epipodity, służące do usuwania osadu ze skrzeli.

## Transport wewnętrzny
Otwarty układ krwionośny. Serce ma trzy pary ostii. Opuszcza je 5 tętnic. Każda rozgałęzia się i zaopatruje w krew organy wewnętrzne. Następnie krew wylewa się do hemocelu, dostaje się do brzusznej zatoki żylnej, skąd udaje się do skrzeli, gdzie dochodzi do wymiany gazowej. Ze skrzeli krew wędruje do zatoki okołosercowej i serca. Kompletny obieg krwi u dużych Decapoda trwa około 40 do 60 sekund. Krew zawiera wiele rodzajów komórek, m.in. zdolne do fagocytozy amebocyty oraz komórki wyrzucające czynnik powodujący krzepnięcie w miejscach zranienia. Barwnik oddechowy hemocyjanina jest rozpuszczony w osoczu. U dużych, ruchliwych form transportuje 90% tlenu dostarczanego do organizmu.

## Wydalanie
Kraby, tak jak reszta skorupiaków, są amonioteliczne, co oznacza, że wydalają amoniak. Do jego usuwania dochodzi poprzez skrzela i nefrydia. Nefrydialne organy wydalnicze – tzw. gruczoły czułkowe, inaczej zwane zielonymi, składają się z kanalika i pofałdowanego worka, który jest otoczony kanałami hemocelu. Tworzy się duża powierzchnia styku, przez którą zachodzi aktywny transport produktów przemiany materii do wnętrza narządów wydalniczych. Kanaliki wyprowadzające w części końcowej rozszerzają się w pęcherzyk moczowy i znajdują ujście w nefrydioporze u podstawy drugiej pary czułków.

## Układ nerwowy
Mózg położony jest nad przełykiem i składa się z trzech płatów (protocerebrum, deutocerebrum i tritocerebrum). Z mózgu wychodzą nerwy wzrokowe i unerwiające pierwszą i drugą parę czułków. Tritocerebrum opuszcza para konektyw okołoprzełykowych, łączących mózg ze zwojami brzusznymi. Układ nerwowy krabów wykazuje największą pośród skorupiaków koncentrację – wszystkie zwoje brzuszne połączone są w jeden duży zespół komórek nerwowych. Mózg nie kontroluje wszystkich złożonych czynności krabów. Eksperymentalnie stwierdzono, że takie czynności jak pobieranie pokarmu czy kopulacja mogą być wykonywane po usunięciu mózgu. Dzieje się tak dlatego, że ośrodki je kontrolujące znajdują się w zwojach brzusznych. Ponadto występuje też część autonomiczna układu nerwowego, unerwiająca serce i układ pokarmowy.

## Rozmnażanie
Kraby są rozdzielnopłciowe. Gonady są parzyste, znajdują się w centralnej części głowotułowia. Zapłodnienie wewnętrzne, do kopulacji służą przystosowane do tego celu odnóża odwłokowe (gonopody). Kraby wykazują złożone zachowania godowe. Samce z rodzaju Uca wykonują tańce godowe polegające na wymachiwaniu większymi z pary szczypiec. Toczą też ze sobą walki o samicę. Samice opiekują się jajami aż do wyklucia młodych. Trzymają je na odnóżach odwłokowych (pleopodiach).

## Znaczenie gospodarcze
Stanowią do 20% połowów morskich skorupiaków. Roczne światowe połowy wynoszą ponad 1,5 mln ton, z tego 20% przypada na Portunus trituberculatus poławiany u wybrzeży Chin.

## Kraby w Polsce
W Morzu Bałtyckim spotykane są 3 gatunki krabów. Krab brzegowy (Carcinus maenas) oraz zachodzące w górę polskich rzek krab wełnistoszczypcy (Eriocheir sinensis) zawleczony z Chin oraz krabik amerykański (Rhithropanopeus harrisii) zawleczony z Ameryki Północnej, znany w Polsce głównie z Martwej Wisły.

## Systematyka
Do krabów zalicza się około 70 rodzin (połowę wszystkich wśród dziesięcionogów), grupowanych w sekcjach Dromiacea i Eubrachyura, obejmujących nadrodziny:
- Dromiacea De Haan, 1833
Dakoticancroidea † Rathbun, 1917
Dromioidea  De Haan, 1833
Eocarcinoidea † Withers, 1932
Glaessneropsoidea † Patrulius, 1959
Homolodromioidea Alcock, 1900
Homoloidea De Haan, 1839
- Raninoida De Haan, 1839
- Cyclodorippoida Ortmann, 1892
- Eubrachyura de Saint Laurent, 1980
  - Heterotremata Guinot, 1977

Aethroidea Dana, 1851
Bellioidea Dana, 1852
Bythograeoidea Williams, 1980
Calappoidea De Haan, 1833
Cancroidea Latreille, 1802
Carpilioidea Ortmann, 1893
Cheiragonoidea Ortmann, 1893
Componocancroidea †  Feldmann, Schweitzer & Green, 2008
Corystoidea  Samouelle, 1819
Dairoidea  Serène, 1965
Dorippoidea  Macleay, 1838
Eriphioidea  Macleay, 1838
Gecarcinucoidea  Rathbun, 1904
Goneplacoidea  Macleay, 1838
Hexapodoidea  Miers, 1886
Leucosioidea  Samouelle, 1819
Majoidea  Samouelle, 1819
Orithyioidea  Dana, 1852
Palicoidea  Bouvier, 1898
Parthenopoidea  Macleay,
Pilumnoidea  Samouelle, 1819
Portunoidea  Rafinesque, 1815
Potamoidea  Ortmann, 1896
Pseudothelphusoidea  Ortmann, 1893
Pseudozioidea  Alcock, 1898
Retroplumoidea  Gill, 1894
Trapezioidea  Miers, 1886
Trichodactyloidea  H. Milne Edwards, 1853
Xanthoidea  Macleay, 1838
  - Thoracotremata Guinot, 1977

Cryptochiroidea  Paul’son, 1875
Grapsoidea  MacLeay, 1838
Ocypodoidea  Rafinesque, 1815
Pinnotheroidea  De Haan, 1833

## Obecność w kulturze
Krab jest przywoływany w metaforze znanej jako mentalność kraba, obrazującej sposób działania grupy w przypadku wyróżniających się osiągnięć członków. W Polsce znany jest również utwór Kraby w grach autorstwa Kacpra Pitali i Szymona „Heda” Lieberta z kanału YouTube o tematyce gier komputerowych „TZO”.